# Chromocryptus narthex
Chromocryptus narthex är en stekelart som först beskrevs av Porter 1967.  Chromocryptus narthex ingår i släktet Chromocryptus och familjen brokparasitsteklar. Inga underarter finns listade i Catalogue of Life.